# Episodi di Veep - Vicepresidente incompetente (sesta stagione)
La sesta stagione della serie televisiva Veep - Vicepresidente incompetente, composta da 10 episodi, è stata trasmessa dal 16 aprile al 25 giugno 2017 sul canale via cavo statunitense HBO.
In Italia, la stagione è andata in onda in prima visione sul canale satellitare Sky Atlantic dal 31 maggio al 5 luglio 2017.
| nº | Titolo originale | Prima TV USA   | Prima TV Italia |
| -- | ---------------- | -------------- | --------------- |
| 1  | Omaha            | 16 aprile 2017 | 31 maggio 2017  |
| 2  | Library          | 23 aprile 2017 | 31 maggio 2017  |
| 3  | Georgia          | 30 aprile 2017 | 7 giugno 2017   |
| 4  | Justice          | 7 maggio 2017  | 7 giugno 2017   |
| 5  | Chicklet         | 14 maggio 2017 | 14 giugno 2017  |
| 6  | Qatar            | 21 maggio 2017 | 14 giugno 2017  |
| 7  | Blurb            | 28 maggio 2017 | 21 giugno 2017  |
| 8  | Judge            | 11 giugno 2017 | 21 giugno 2017  |
| 9  | A Woman First    | 18 giugno 2017 | 28 giugno 2017  |
| 10 | Groundbreaking   | 25 giugno 2017 | 5 luglio 2017   |